# Storm osztály
A Storm osztály norvég gyorsnaszád-hajóosztály, melynek egységeit a Norvég Haditengerészet számára építették az 1960-as évekbenben. A hajókat partvédelmi feladatokra használták. Az 1990-es évek elejétől a balti államok flottáiban is használták.